# Ottorino De Fiore
Ottorino de Fiore di Cropani (Maida, 1º gennaio 1890 – Catania, 18 aprile 1953) è stato un geologo e vulcanologo italiano.

## Biografia
Figlio del barone Carlo de Fiore di Cropani e della di lui cugina Adele de Fiore, fratellastro di Orazio Condorelli e di Luigi Condorelli, studiò il vulcano Etna e le sue manifestazioni dal 1908 al 1923.

Nel 1865 appoggiò l'idea di Orazio Silvestri di costruire l'osservatorio vulcanologico dell'Etna, che fu ospitato in un lato dell'osservatorio astronomico, nel 1879. Alla morte di Silvestri nel 1890 la cattedra di Vulcanologia dell'università di Catania fu eliminata. Ottorino de Fiore fu fra quei firmatari di una petizione per il suo ripristino. Nel 1919  la cattedra fu affidata a Gaetano Ponte.
Subito dopo la prima guerra mondiale Ottorino De Fiore iniziò il primo riordino del materiale fossilifero esistente in seno all'Ateneo catanese, a cominciare dalle importanti collezioni di fossili del barone Bonaventura Gravina e del Signor Viglino. Da allora cominciò a prendere corpo il Museo di Paleontologia dell'Università di Catania.
Vulcanologo, naturalista e archeologo, effettuò importanti scavi e rilievi sull'Isola Lachea e nella necropoli di Pantalica. Nel 1936 fu nominato titolare di Geologia nell'Università di Catania. 
Dal 1937 al 1950 insegnò in Brasile riorganizzando la cattedra di geologia e paleontologia dell'Università di San Paolo. In seguito, negli anni '50, tornò in Italia per dirigere l'Istituto di Vulcanologia dell'Università degli Studi di Catania fino alla morte.
Due conetti vulcanici formatosi nel 1974 in territorio di Adrano sull'Etna – comparsi fra il 30 gennaio e il 17 febbraio, a quota 1.680 metri – portano il suo nome: « Monti de Fiore » oppure Ottorino de Fiore primo e Ottorino de Fiore secondo.
Il boa di Cropani (Corallus cropanii) è dedicato al suo nome.

## Opere
- Il periodo di riposo dell'Etna: 1893-1907, Mem. Cl. Sci. R. Acc. Zelanti, s. III VI, 57-128, 1908-1911
- Il periodo Hawaiano dell'Etna nel 1910-11, Riv. Geogr. It., 4, 8 pp., 1911
- L'eruzione radiale dell'Etna del novembre 1918, Boll. Acc. Gioenia Sci. Nat., s. II, 48, 42-56, 1920
- L'eruzione dell'Etna del settembre 1911, Tip. Orario delle Ferrovie, Acireale, 2-43, 1922
- Vulcano, Cozzolino, Napoli, 1922
- I fenomeni eruttivi, sismici e pseudovulcanici avvenuti all'Etna nel 1916, Boll. Soc. Sism. It., XXIV, 1-3, 67-87, 1922-1923
- I fenomeni eruttivi e sismici avvenuti all'Etna dal 1919 al 1923, Ann. R. Oss. Vesuv., s. III, II, 59-103, 1925
- Alberi del Monte Somma incendiati e sepolti dall'eruzione vesuviana del 79, Otto De Fiore ((Bd. 2, H. 1/2, P. 67-75, 2 c. di tav. : ill.,